# Tlacoapa (kommun)
Tlacoapa är en kommun i Mexiko.   Den ligger i delstaten Guerrero, i den sydöstra delen av landet, 250 km söder om huvudstaden Mexico City. Antalet invånare är 8 733.
Följande samhällen finns i Tlacoapa:
- Tlacoapa
- Zilacayota
- El Capulín
- El Tejocote
- Loma Maguey
- Laguna Seca
- Tlacotepec
- Xocoapa
- Metlapilapa
- Buena Vista
- Ahuehuete
- Sabana
- El Carrizal
- Plan de Guadalupe
- Ahuejuyos Asaltados
- Chirimoyo
- El Campanario
- Xochistlahuaca
- Barranca Nopalera
- El Capulín
- Tecolutla
- Cruz de Gallo
- El Mirador
- Agua Zarca
- Colonia San José
- Plan Jacaranda
- Cerro el Timbre
- Lomadad
- Sabino de Guadalupe
- Barranca Cangrejo
- Vista Hermosa
- Filo de Arena